# Aslan Maskhadov
Aslan Alijevitj Maskhadov (russisk: Аслан Алиевич Масхадов) (21. september 1951 – 8. marts 2005) var leder af separatistbevægelsen i Den russiske føderations delrepublik, Tjetjenien (Ichkeria). Mange tilskrev ham den tjetjenske sejr under den 1. tjetjenske krig, som sikrede Tjetjenien de facto selvstændighed. I januar 1997 blev Maskhadov valgt som republikkens præsident på et krav om republikkens fuldstændige løsrivelse fra Rusland. Ved indledningen af den 2. tjetjenske krig gik Maskhadov under jorden og ledede fra sit skjul kampen mod den russiske hær. Den russiske regering oplyste den 8. marts, at man havde fundet og dræbt ham i én af landsbyerne i det nordlige Tjetjenien.

## Fra 1951 til 1992
Maskhadov blev født i Kasakhstan i 1951, mens tjetjenerne var tvunget dertil i eksil. Derfra vendte hans familie hjem til Tjetjenien i 1957. Han gik ind i Den Røde Hær og fik sin træning i naborepublikken Georgien, hvor han blev officer fra Tbilisis artilleriskole i 1972. Han blev videreuddannet på Leningrads militærakademi frem til 1981, og derefter blev han udstationeret i Ungarn med et selvkørende artilleriregiment. I 1990 var han chef for de lokale artilleristyrker i Vilnius, hvor han medvirkede ved den fejlslagne nedkæmpelse af den litauiske selvstændighedsbevægelse. Han tog sin afsked fra den russiske hær i 1992 med rang af oberst og vendte hjem til Tjetjenien.

## 1. tjetjenske krig
Efter Sovjetunionens sammenbrud blev Maskhadov stabschef for den spirende tjetjenske hær, der stod under kommando af en tidligere, sovjetisk general, Dsjokhar Dudajev. Maskhadov var den førende militærperson på tjetjensk side under den 1. tjetjenske krig (1994-1996), og han fik i vide kredse tillagt æren for den tjetjenske sejr over de russiske styrker. Han var leder af den tjetjenske delegation, der forhandlede med russerne om den våbenstilstand, som afsluttede krigen. 
Efter at russiske styrker havde snigmyrdet Dudajev, blev Maskhadov udpeget som midlertidig ministerpræsident for Tjetjenien den 17. oktober 1996. Ved præsidentvalget i 1997 stillede han op mod Sjamil Basajev, der havde stor folkelig opbakning. Mashkadov vandt dog med et stort flertal bag sig og blev lykønsket af den daværende russiske præsident, Boris Jeltsin, som lovede at arbejde for at genopbygge et godt forhold til Tjetjenien (selv om han afviste at anerkende landets selvstændighed). I realiteten blev det forhandlinger mellem Maskhadov og Jeltsins repræsentant, general Aleksandr Lebed, der afsluttede kamphandlingerne.
Maskhadovs position blev mere og mere usikker i takt med, at han mistede kontrollen over Basajev, der var i gang med at danne et netværk af militser og krigsherrer over hele republikken. Maskhadov blev endda mål for attentatforsøg fra Basajevs og hans allieredes side. Tjetjenere blev berygtet for kidnapninger og terrorisme og for at stå bag organiseret kriminalitet overalt i Rusland. Mashkhadov forsøgte med begrænset succes at dæmme op for væksten i Wahhabisme og andre fundamentalistiske, muslimske grupperinger, som blev støttet af Basajev. Det skabte splid i den tjetjenske separatistbevægelse mellem islamiske fundamentalister og ikke-religiøse nationalister.

## 2. tjetjenske krig
Et angreb fra Basajevs styrker ind i naborepublikken, Dagestan, i september 1999 blev dråben, der fik bægeret til at flyde over for den russiske befolkning, der enten betragtede Mashkadov som uduelig og ude af stand til at regere sit land eller som én, der stod i ledtog med terrorister. Den russiske premierminister, Vladimir Putin, sendte russiske tropper ind i Tjetjenien i oktober 1999, hvor de hurtigt satte sig fast i republikken. Dette bidrog til at skaffe Putin sejren ved det russiske præsidentvalg. 
Maskhadov vendte tilbage til livet som guerrillaleder og levede under jorden som den næstmest eftersøgte mand i Rusland efter Basajev og med en dusør på 10 millioner for hans pågribelse hængende over hovedet. Han blev anset for at være den politiske leder af separatistbevægelsen under den 2. tjetjenske krig, men det er uklart, hvilken militær rolle, han spillede. Han benægtede vedholdende at have noget ansvar for de stadig mere brutale terroristangreb, der blev udført af Basajevs styrker efter 1999, og han undsagde dem ofte gennem talsmænd i udlandet. I Vesten blev denne afstandtagen taget for gode varer af nogle iagttagere, mens russiske ledere betragtede dem som uoprigtige og fastholdt, at Basajev og Maskhadov samarbejdede om at opretholde terrorismen.

## Maskhadovs død
Den 4. marts erklærede Maskhadov ensidig våbenhvile i Tjetjenien. Hans hensigt var at appellere til Vladimir Putin, så de i fællesskab kunne få bragt en ende på det tiltagende kaos i Kaukasus. Våbenhvileforslaget blev afvist af russerne, som ikke troede på, at der lå nogen reel hensigt bag det. Den 8. marts 2005 meddelte chefen for FSB, Nikolaj Patrusjev, at specialstyrker under FSB (KGBs efterfølger) "i dag har udført en aktion i landsbyen Tolstoj-Jurt, hvor resultatet blev, at Maskhadov, den internationale terrorist og leder af bevæbnede grupper, blev dræbt, mens hans nærmeste våbenbrødre blev arresteret". På det russiske fjernsyn fremviste man et lig, som lignede Maskhadov meget nøje. Akhmed Sakajev, én af hans nærmeste allierede, der fungerede som hans talsmand og "udenrigsminister", erklærede overfor en russisk radiostation, at det sandsynligvis virkelig var Maskhadov, der var blevet dræbt.